# تیری تینمار
تیری تینمار (انگلیسی: Thierry Tinmar؛ زادهٔ ۱۹ مهٔ ۱۹۶۳) بازیکن فوتبال اهل فرانسه است.
از باشگاه‌هایی که در آن بازی کرده‌است می‌توان به باشگاه فوتبال پاری سن ژرمن و باشگاه فوتبال ستاره سرخ اشاره کرد.
وی همچنین در تیم ملی فوتبال مارتینیک بازی کرده‌است.